# لغات همونغ مين
اللغات همونغ مين (تعرف أيضا بي  مياو يو)  هي أسرة لغات في جنوبي الصين و جنوب شرق آسيا. يتحدثيون بها  في محيط الجبال جنوب الصين، وتضم المناطق قويتشو, خنان, يونان, سيشوان, قوانغشي, و إقليم هوبيي .